# مهنا الشامي
أَبُو عَبْدِ اللَّهِ مُهَنَّا بْنُ يَحْيَى الشَّامِيُّ السُّلَمِيُّ (غير معروف – 248هـ / غير معروف – 862م)، من كبار أصحاب أحمد بن حنبل وصحب أحمد إلى أن مات وأكثرهم ملازمة له، وإلحاحا عليه في المسائل، فإنه قال عن نفسه: «لزمت أبا عبد الله ثلاثا وأربعين سنة»، وروى عنه مسائل كثيرة وكتب عنه عبد الله بن أحمد عدة مسائل.
وروى مهنا كثيرا من المسائل في الفقه والحديث وعلله وأصوله ورجاله، وغير ذلك من علوم الشريعة الإسلامية. وكانت مسائله من الكثرة بحيث كان يفخر بها، ووصفها ابن أبي يعلى بأنها كانت أكثر من أن تحد لكثرتها. حتى إن عبد الله بن أحمد بن حنبل تتلمذ عليه وأخذ عنه مسائل كئيرة جيادا لم يسمعها عبد الله من أبيه، بل ولم تكن عند غير مهنا، وقد حددت ببضعة عشر جزءا.

## مؤلفاته
- مسائل الإمام أحمد بن حنبل الفقهية برواية مهنا بن يحيى الشامي.[4]